# Vargnatt
Vargnatt – demo (określane także jako promo) norweskiego zespołu muzycznego Ulver. Wydane 5 listopada 1993 przez sam zespół w formie kasety magnetofonowej, wznowione w 2003 roku przez niezależną wytwórnię płytową The End Records. Wydawnictwo zawiera w większości muzykę blackmetalową.

## Lista utworów
1. "Her Begynner Mine Arr..." - 3:12
2. "Tragediens Trone" - 4:01
3. "Trollskogen" - 4:31
4. "Ulverytternes Kamp" - 5:40
5. "Nattens Madrigal" - 6:28
6. "Vargnatt" - 4:15

## Twórcy
- Kristoffer Rygg - śpiew
- Grellmund - gitara
- A. Reza - gitara prowadząca
- Carl Michael Eide - perkusja
- Håvard Jørgensen - gitara akustyczna
- Robin "Mean" Malmberg - gitara basowa

## Wydania
- Wydanie zespołu, 5 listopada 1993 roku na kasecie magnetofonowej
- The End Records, 24 czerwca 2003 roku, specjalne, rozkładane wydanie na 10 calowej białej płycie winylowej z nową oprawą graficzną, limitowane do 1000 egzemplarzy